# Robinio Costi
Robinio Costi (Roma, 5 novembre 1943) è un politico italiano, fratello del deputato socialdemocratico Silvano Costi (1927-1993).

## Biografia
Vice presidente del Gruppo parlamentare PSDI e assessore comunale a Roma, è stato eletto al Parlamento europeo nel 1989 e deputato alla Camera nell'XI legislatura dal 1992 al 1994. Fu membro della Direzione nazionale del PSDI.
Nel 1995 fu condannato a 3 anni e 4 mesi di reclusione per concussione. Il 9 luglio 2015 gli è stato revocato il vitalizio, insieme ad altri nove ex deputati e otto ex senatori.